# Dacheng
Dacheng (大城鄉S, Dàchéng XiāngP) è un comune di Taiwan, situato nella provincia di Taiwan e nella contea di Changhua.